# Äppelallergi
Äppelallergi är allergi mot äpplen. Allergenet är ett protein, mal-d1, som finns i de flesta äpplen, speciellt i skalet , som äppelallergiker inte tål. Det kliar och svider i munnen när man har ätit äpplet. Det kan variera från sort till sort.
Olika äpplesorter har olika benägenhet att ge allergiska besvär. Låg allergenicitet har Gloster, Berner Rosenäpple, Zuccalmaglio, Blenheim, Kanadarenett, Kejsar Wilhelm, Adamsparmän. och Jamba. Efter skalning av äpplet kan många tåla; Ananasrenett, Holsteiner, Ontario,  Cox Pomona, Filippa, Gravensteiner, Ingrid Marie, Lobo, Maglemer, Risäter, Spartan och Transparente blanche.
De flesta äppelallergiker är inte primärt appleallergiska; de har blivit allergiska mot äpplen och annat på grund av korsallergi med björkpollen. De flesta äppleallergiker är alltså allergiska mot björkpollen.